# František Daniel (houslista)
František Daniel, křtěný František Josef (4. října 1888 Pardubice-Zelené Předměstí – 7. dubna 1965 Praha), byl český houslista a hudební pedagog.

## Život
Narodil se v Pardubicích části zvané Zelené Předměstí do rodiny krejčího Františka Daniela. Vyrůstal se starší sestrou Libuší (* 1886), mladším bratrem Milošem (* 1891) a sestrou Bělou (* 1896). V roce 1898 se celá rodina přestěhovala do Prahy, kde František navštěvoval v letech 1899–1907 reálné gymnázium. V začátcích hry na housle se školil v rodných Pardubicích, v Praze se v letech 1899–1902 učil hře na housle u Jindřicha Bastaře a pak v letech 1902–1904 a 1910–1911 soukromě u Otakara Ševčíka. V letech 1911–1912 byl prvním houslistou "Tonkünstler-Orchester" ve Vídni a v letech 1912–1915 zastával pozici koncertního mistra v České filharmonii. Během první světové války byl v letech 1915–1919 v aktivní vojenské službě a po návratu do civilu se stal koncertním mistrem Šakovy filharmonie v Praze. V letech 1922–1924 absolvoval mistrovskou školu pražské konzervatoře u prof. Karla Hoffmanna a během studia hrál v roce 1922 v lázeňském orchestru ve Františkových Lázních. V České filharmonii působil s přestávkami v letech 1922–1926 a 1942–1945, ale nejdéle hrál v orchestru Československého rozhlasu (1926–1942).
Během druhé světové války působil v letech 1940–1944 na Pražské konzervatoři, kde byl roku 1943 jmenován profesorem houslí. Po osvobození byl pověřen vyučováním na AMU, kde se od 1949 stal řádným profesorem. V letech 1949–1950 a 1953–1959 byl děkanem fakulty AMU a v letech 1950–1953 byl vedoucím instrumentální katedry AMU. Zemřel v Praze roku 1965.